# Ooievaarsbekfamilie
De ooievaarsbekfamilie (Geraniaceae) is een familie van bloeiende planten. Ze komen in gematigde tot warme streken voor, met name in zuidelijk Afrika.
Er is geen exacte overeenkomst over de samenstelling van de familie, maar de familie telt circa 800 soorten, die voor het overgrote deel behoren tot de geslachten
- Ooievaarsbek (Geranium - 430)
- Pelargonium (buiten de botanie bekend onder de naam "geranium" - 220)
- Reigersbek (Erodium - 75).

Bij alle planten bevindt zich aan de bovenkant van de vrucht een smalle, snavelachtige vorm. Vandaar de Nederlandse namen Ooievaarsbek en Reigersbek, maar ook de wetenschappelijke, uit het Grieks stammende namen:
- Geranium van geranos = kraanvogel
- Pelargonium van pelargos = ooievaar
- Erodium van erodios = reiger.

## Soorten
Op Wikipedia worden de volgende soorten behandeld:
- Reigersbek (Erodium cicutarium)
- Kleverige reigersbek (Erodium lebelii)
- Fijne ooievaarsbek (Geranium columbinum)
- Slipbladige ooievaarsbek (Geranium dissectum)
- Glanzige ooievaarsbek (Geranium lucidum)
- Rotsooievaarsbek (Geranium macrorrhizum)
- Zachte ooievaarsbek (Geranium molle)
- Donkere ooievaarsbek (Geranium phaeum)
- Beemdooievaarsbek (Geranium pratense)
- Kleine ooievaarsbek (Geranium pusillum)
- Bermooievaarsbek (Geranium pyrenaicum)
- Robertskruid (Geranium robertianum)
- Ronde ooievaarsbek (Geranium rotundifolium)
- Bloedooievaarsbek (Geranium sanguineum)
- Bosooievaarsbek (Geranium sylvaticum)
- Rozenpelargonium (Pelargonium graveolens)
- Pelargonium tongaense